# Muhamad Ikromow
Muhamad Furkatdżonowicz Ikromow (tadż. Муҳамад Фуркатҷонович Икромов; ur. 15 października 1998) – tadżycki zapaśnik walczący w stylu wolnym. Zajął dziewiętnaste miejsce na mistrzostwach świata w 2019. Wicemistrz Azji w 2020. Piąty w indywidualnym Pucharze Świata w 2020 roku.